# Apple ColorSync/AppleVision 750 Display
Apple ColorSync/AppleVision 750 Display — ЕПТ-монітор із діагоналлю 17 дюймів (видима площина 16,1 дюйма) із апертурною решіткою Trinitron, що випускався компанією Apple Computer із 5 серпня 1997 року приблизно до 10 листопада 1998 року. Відеокабель зі стандартним відеороз'ємом Macintosh DA-15 забезпечував передачу та відтворення відео із максимальною роздільною здатністю 1280×1024 пікселів.
Дисплей також має роз'єм ADB (не S-Video, незважаючи на ідентичний штекер). Підключення дисплея через ADB до комп'ютера Macintosh під управлінням Mac OS 9 і новіших версій дає змогу здійснювати масштабне налаштування та калібрування дисплея в програмному забезпеченні за допомогою панелі керування моніторами або моніторами та звуком. Оскільки ця панель керування ніколи не була перенесена на OS X, ці монітори можна використовувати лише з роздільною здатністю VGA за замовчуванням в OS X або в будь-якій іншій операційній системі.
Із боків дисплея є 2 роз'єми ADB, які можна використовувати для підключення додаткових ADB-пристроїв.